# Trnow stajl
Trnow stajl je prvi album slovenskega raperja Klemna Klemna, ki je izšel leta 2000 kot avdiokaseta in CD plošča. Najodmevnejša skladba z albuma je bila »Keš pičke«.

## Seznam skladb
Vso glasbo in vsa besedila je napisal Klemen Klemen, razen kjer je to navedeno.
1. »Intro« – 0:20
2. »Moj svet« – 4:43
3. »Keš pičke« – 4:31
4. »Vrn dnar« – 0:21
5. »Trnow I/The Neralić Story« (feat. Satan) – 3:24
6. »Still Love Her« – 4:16
7. »Sanje« (feat. Perja, Nino Slevc in Anže Breskvar) – 7:29
8. »Vrn cedeje« – 0:15
9. »20 let zapora« (feat. Slana in Tone) – 5:27
10. »Za vse tiste« (feat. King) – 6:11
11. »Poldvanajstih« – 0:22
12. »Leta 1600« – 4:33
13. »Trnow II/Fičo Party« (feat. Slana) – 4:46
14. »Baraba« (glasbo napisal Momčilo Bajagić – Bajaga) – 5:22
15. »Pr men doma« – 1:06
16. »Velik problem« (feat. Satan in Slana) – 5:29
17. »Arena« – 6:47
18. »Kva je s plato« – 0:22
19. »Outro« – 3:05

## Zasedba
- Klemen Klemen — rap vokal
- Sergej Ranđelović (kot "Run Joe") — bobni
- Jani Hace — bas kitara
- Davor Klarič — klaviature
- Igor Škrabar — kitara
- Franci Zabukovec — kitara
- Tine Satler — trobenta
- Iztok Turk — programiranje, produkcija
- Martin Žvelc — mastering
- Simon Stojko Falk — fotografiranje, DJ